# Guano

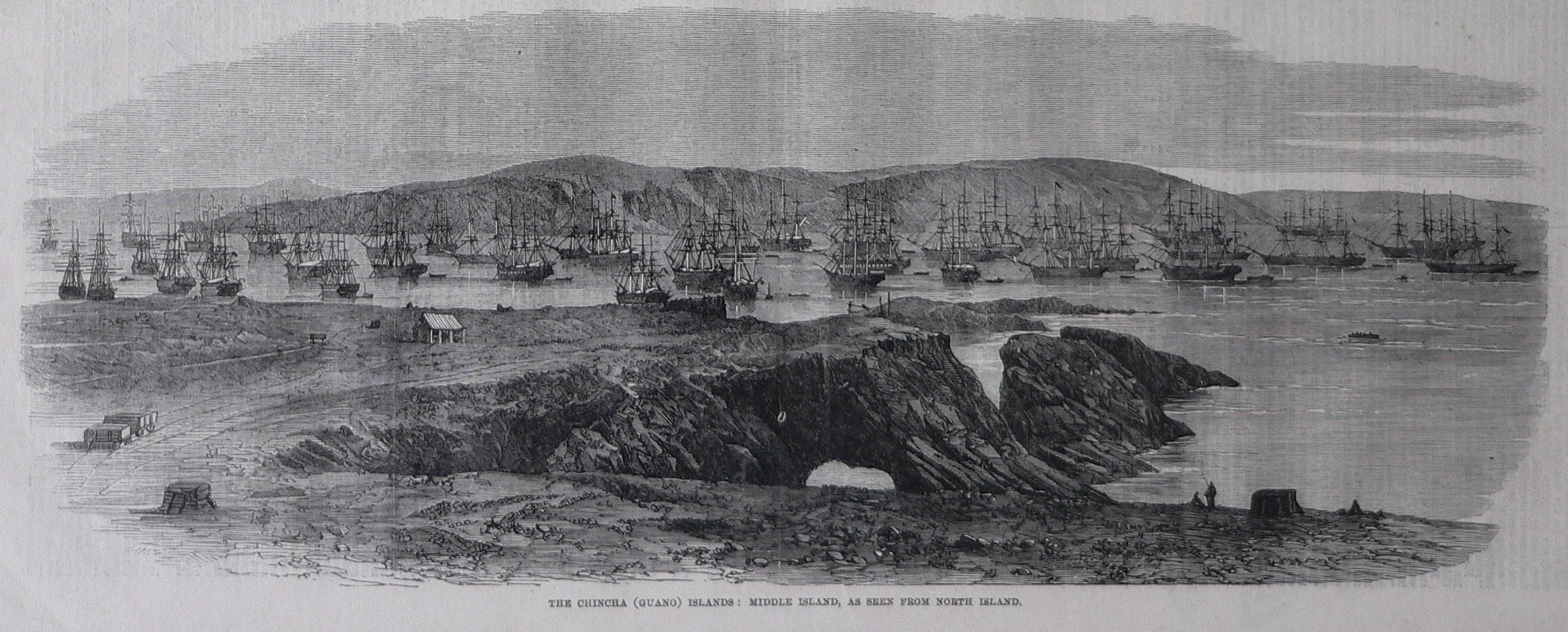
Le isole del guano a Chincha, Perù. 21 febbraio 1863

Il guano (dallo spagnolo huano, a sua volta dal quechua wanu) è costituito dagli escrementi degli uccelli marini e dei pipistrelli. Se ne trovano grandi quantità su alcune isole e coste sudamericane, in particolare del Cile e del Perù.
Il guano è noto per essere un potente concime organico: esso è composto da ossalato e urato d'ammonio, fosfati, nonché alcuni sali minerali e impurità. Il guano contiene anche un'alta concentrazione di nitrati. Non è consigliabile l'abuso nella fase di concimazione del terreno.
È utilizzato in molti settori dell'agricoltura. Camillo Benso conte di Cavour fu il primo ad importare il guano in Piemonte ed a utilizzarlo con successo nel Vercellese.

## Descrizione
Si trova in commercio solitamente in forma granulare, tipicamente in soluzione; è particolarmente indicato come concime per la coltivazione dell'orto e del giardino.
Nel XIX secolo prima dell'avvento dei concimi chimici industriali, fu una componente importante del commercio tra la sponda dell'Oceano Pacifico dell'America Meridionale e l'Europa.
Il guano era raccolto da società private o pubbliche sulle coste del Perù, sulle sue isole e le sue coste rocciose. Un esempio di sfruttamento è quello di Navassa, nel Mar dei Caraibi.
I cormorani guanay sono tra i più grandi produttori di guano, ed i loro escrementi sono più ricchi di sostanze azotate di tutte le altre specie di uccelli marini. Tra il 1840 e il 1879 lo sfruttamento economico del guano del Perù generò un'enorme ricchezza, in quanto godeva di un regime di quasi monopolio sul mercato mondiale dei fertilizzanti. Alcuni uomini d'affari impegnati nel suo sfruttamento, come il francese Auguste Dreyfus, accumularono enormi patrimoni con la sua estrazione e commercializzazione. Il guano è stato anche utilizzato per la realizzazione di utensili come piatti e piccole ciotole. 
Da menzionare anche il guano di pipistrello naturalmente presente nelle caverne in cui abitano le colonie composte da numerosissimi esemplari di tale mammifero dell'ordine dei chirotteri. Depositatosi nel corso di anni sul suolo di grotte e caverne il guano di pipistrello si trova ormai in forma fossilizzata (importanti giacimenti sono presenti in Africa, Sudamerica ed Asia).